# Premier ministre de Guinée
Le Premier ministre est le chef du gouvernement guinéen depuis la création de cette fonction en 1972.
La Guinée est une république parlementaire à forte influence présidentielle, le pouvoir exécutif étant partagé entre le président et le Premier ministre.
Nommé par le président, le Premier ministre est habituellement issu d'un consensus politique. Il peut, par conséquent, ainsi que son gouvernement, être du même mouvement politique que le président, ou appartenir à son opposition, ce qui met dans ce cas le pouvoir exécutif en situation de cohabitation. 
La résidence officielle du Premier ministre est la primature, situé à Kaloum. 
La république de Guinée, depuis la création de cette fonction 26 avril 1972, a connu dix-sept premiers ministres. L'actuel Premier ministre est Bah Oury, en fonction depuis le 27 février 2024.

## Histoire
À la fin du IXe congrès du Parti démocratique de Guinée (PDG, au pouvoir), le 25 avril 1972, le président Ahmed Sékou Touré crée les fonctions du premier ministre qui n'existait pas auparavant.

## Rôle
Le poste de Premier ministre appartient au pouvoir exécutif. Ses pouvoirs sont fixés par la Constitution.
Le premier ministre dispose de l'administration et nomme à tous les emplois civils, excepté ceux réservés au président de la République.
Le premier ministre est responsable de la promotion du dialogue social et veille à l'application des accords avec les partenaires sociaux et les partis politiques. (Article 58 de la constitution).

## Le Premier ministre et le président de la République
Le président de la République nomme le Premier ministre. Il met fin à ses fonctions sur la présentation par celui-ci de la démission du gouvernement. Sur la proposition du Premier ministre, il nomme les autres membres du gouvernement et met fin à leurs fonctions.
Le président de la République préside le Conseil des ministres.

## Le Premier ministre chef du gouvernement
Le gouvernement détermine et conduit la politique de la Nation. Il dispose de l’administration et de la force armée 
Le Premier ministre exerce le pouvoir réglementaire (c'est-à-dire les normes juridiques qui ne sont pas du domaine de la loi et signe les décrets).

## Liste des Premiers ministres guinéens

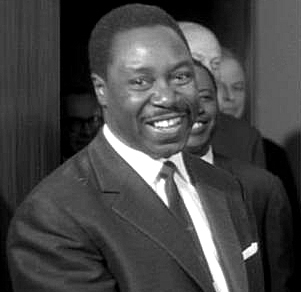
Louis Lansana Béavogui (PDG) 1972-1984
Diarra Traoré (CMRN) 1984
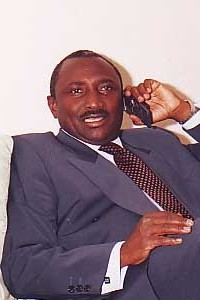
Sidya Touré (UFR) 1996-1999
Lamine Sidimé (PUP) 1999-2004
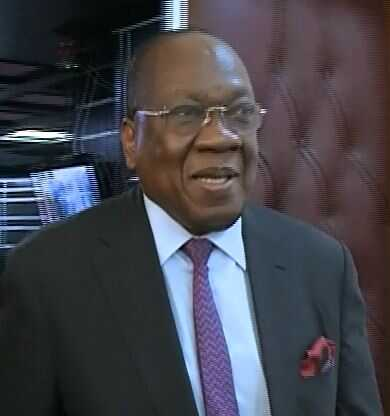
François Louceny Fall (FUDEC) 2004
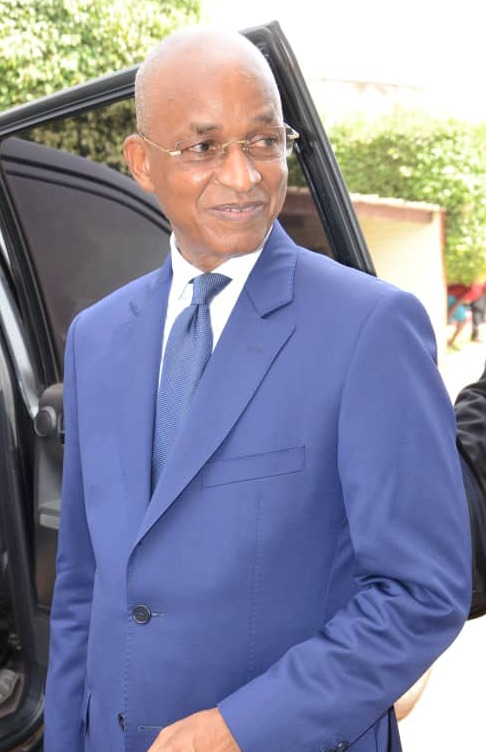
Cellou Dalein Diallo (UFDG) 2004-2006
Eugène Camara (Indépendant) 2007
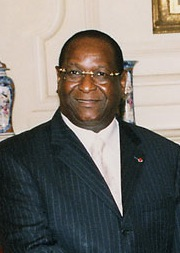
Lansana Kouyaté (Indépendant) 2007-2008
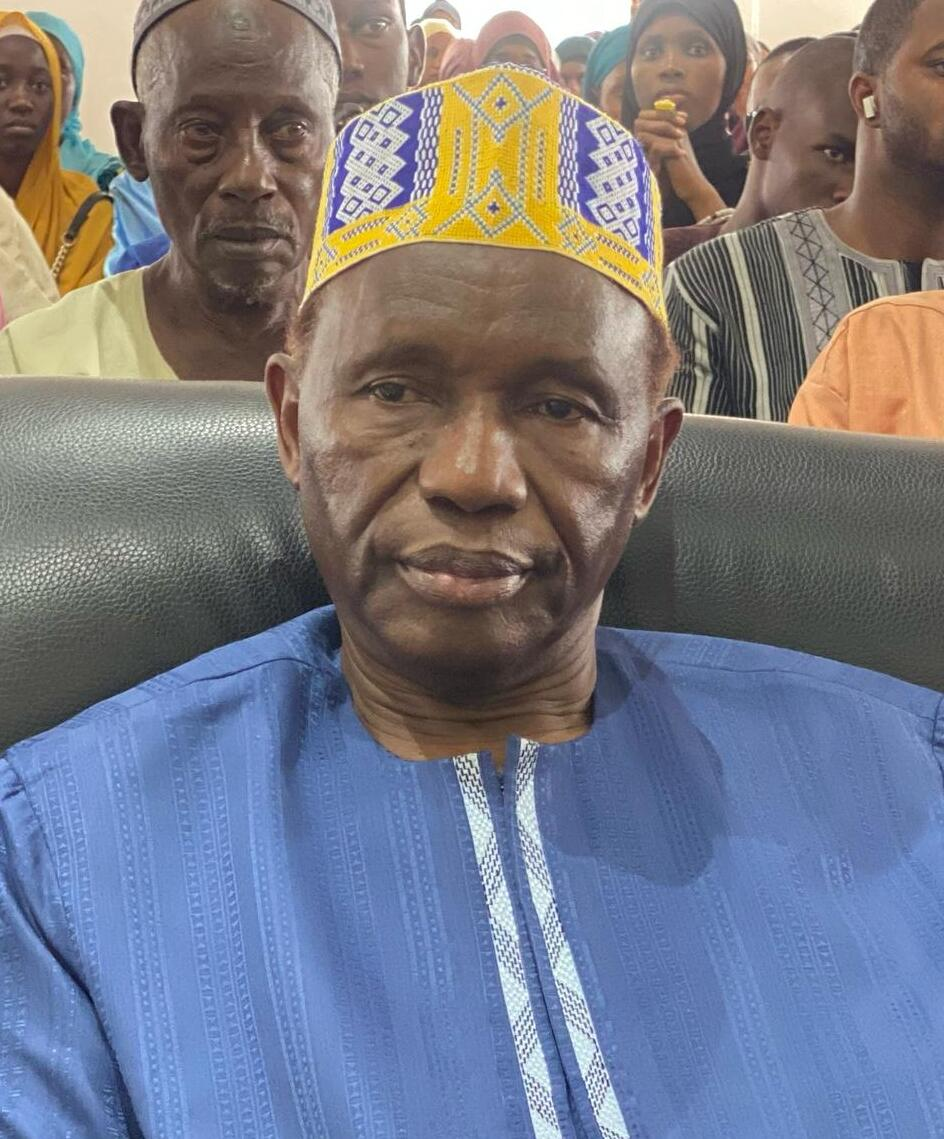
Ahmed Tidiane Souaré (Indépendant) 2008
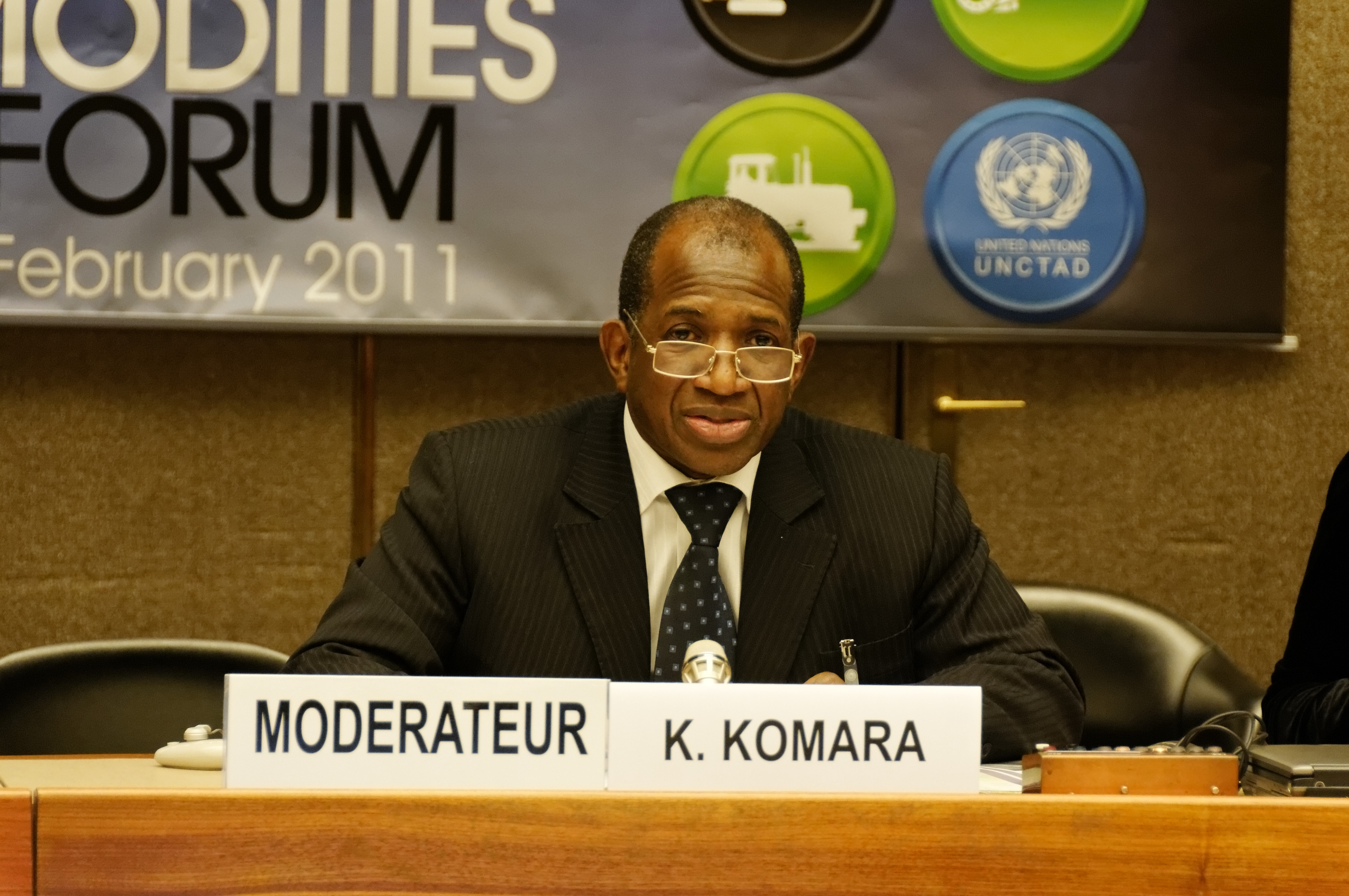
Kabiné Komara (RPG) 2008-2010
Jean-Marie Doré (UPG) 2010
Mohamed Saïd Fofana (Indépendant) 2010-2015
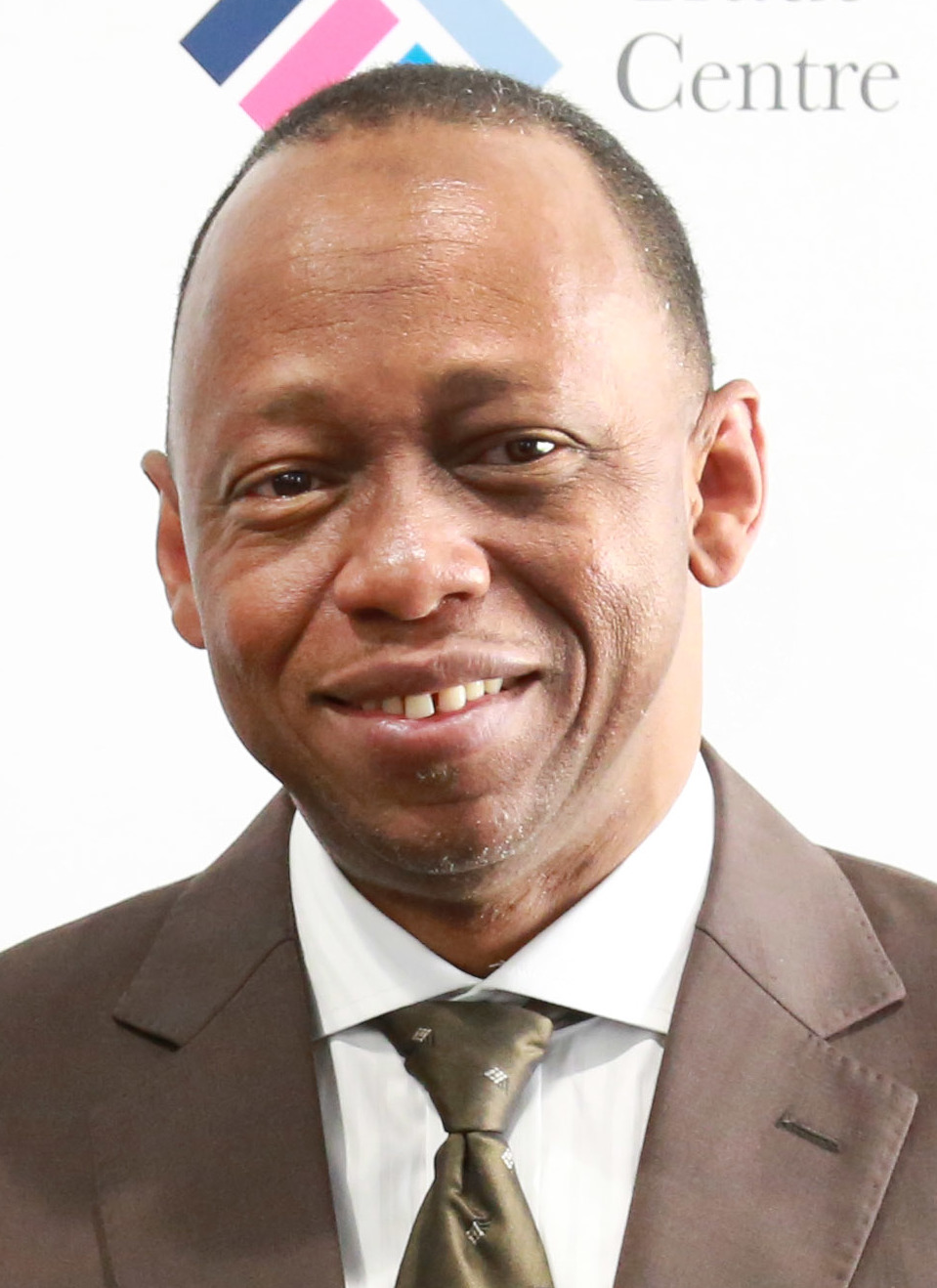
Mamady Youla (Indépendant) 2018-2021
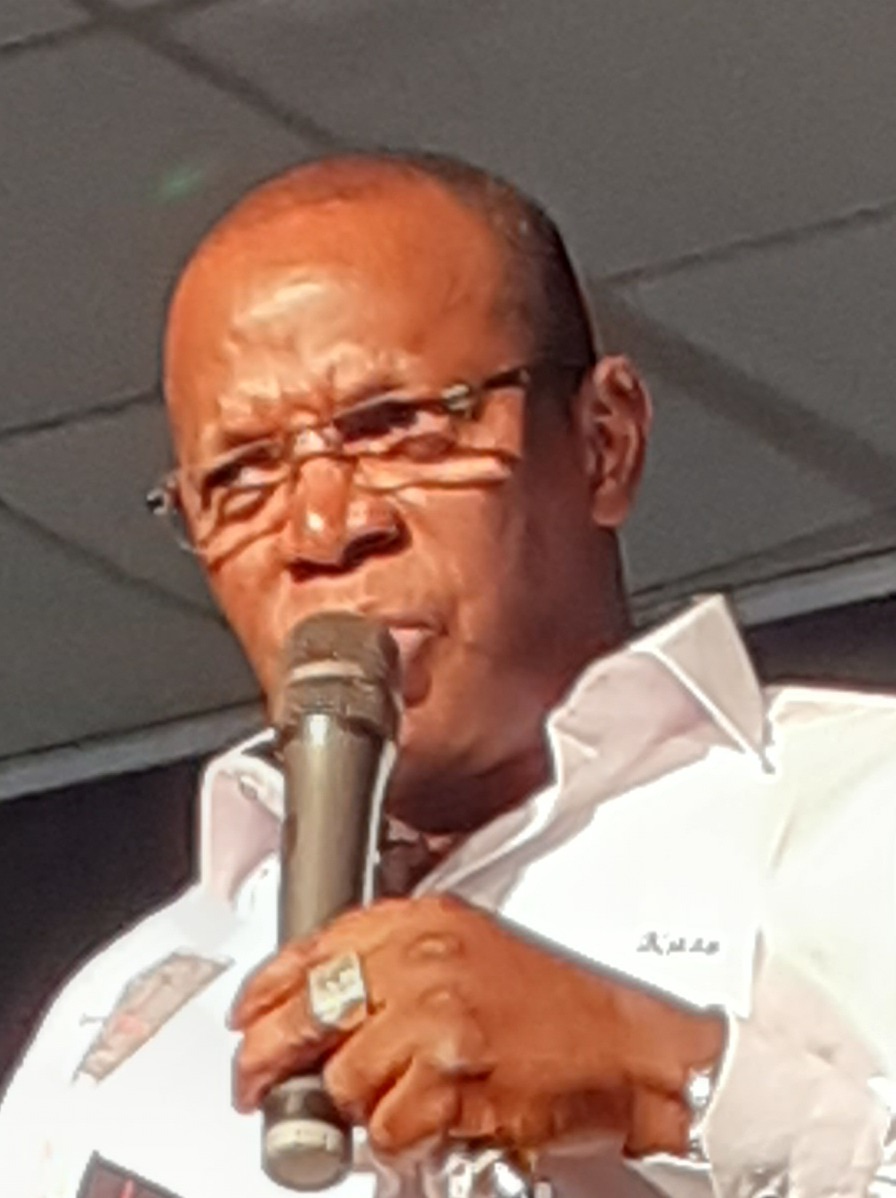
Ibrahima Kassory Fofana (RPG) 2018-2021
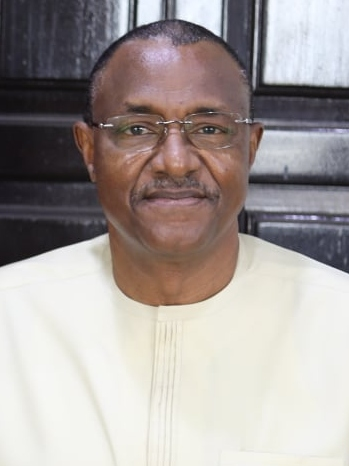
Mohamed Béavogui (Indépendant) 2021-2022
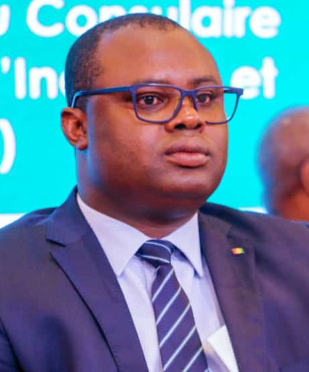
Bernard Goumou (Indépendant) 2022-2024
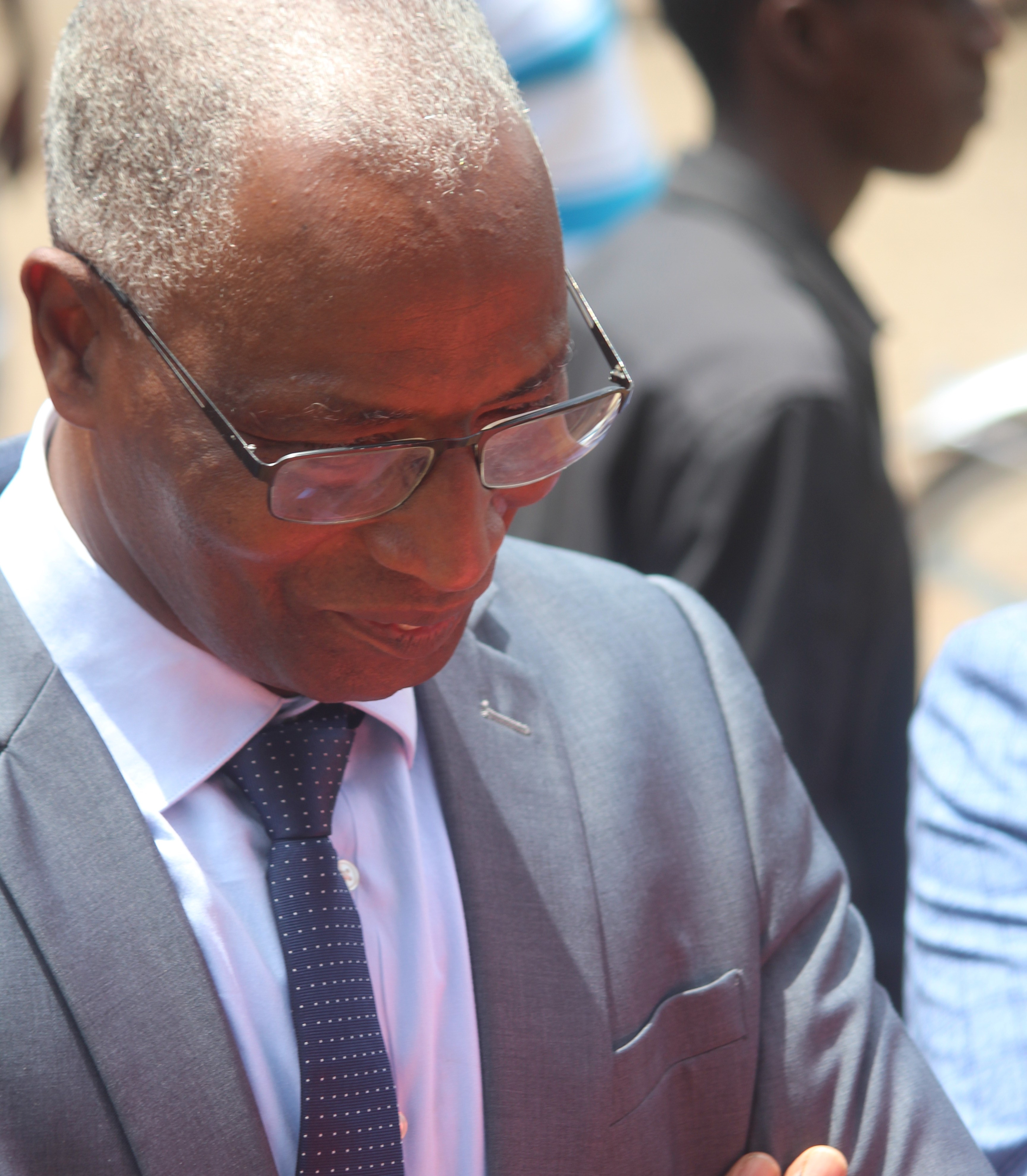
Bah Oury (UDRG) 2024-